# Janer Serpa
Jáner Serpa (Barranquilla, Atlántico, Colombia; 14 de febrero de 1981) es un exfutbolista colombiano. Jugaba como portero y su último equipo fue el Deportes Tolima de la Categoría Primera A.

## Trayectoria

### Envigado FC
Janer, jugaba ya próximo a cumplir 23 años con equipos aficionados en Barranquilla y en uno de esos partidos fue contratado por el Envigado FC.  Debutó con "La Cantera de Héroes" en la temporada 2002/03 en la que se vio en dos cotejos a mediados del año fue contactado por un empresario y llega cedido al Municipal Pérez Zeledón del fútbol de Costa Rica donde fue dirigido por su compatriota "Picis" Restrepo, su nivel no fue el esperado y apenas estuvo seis meses allí regresando al Envigado FC en el año 2004 y se mantuvo allí hasta 2006 cuando toma rumbo a la capital musical de Colombia para jugar con el Deportes Tolima.
A la fecha, ningún otro arquero ha podido batir su récord 591 sin recibir gol desde 2006 se mantiene.

### Deportes Tolima
Desde su llegada al club pijao Serpa tuvo altas y bajas nunca se pudo afianzar como titular ya que por delante de él tuvo como compañeros a goleros de gran nivel como Agustín Julio, Bréiner Castillo, Anthony Silva, Leonardo Burián, Luis Delgado y Joel Silva que lo relegarón a la banca de suplentes pese a ello en la gran mayoría de sus partidos le fue bien demostrando cualidades que lo hicieron ser querido por la hinchada. A mediados de 2016 anuncia su retiro debido a problemas personales.
En total con el Deportes Tolima Disputó 120 partidos (54 por Liga, 65 por Copa Colombia y 1 por Copa Sudamericana)

## Clubes
| Club                | País                | Año                 | Partidos |
| ------------------- | ------------------- | ------------------- | -------- |
| Envigado F. C.      | Colombia            | 2002 - 2003         | 2        |
| Pérez Zeledón       | Costa Rica          | 2003                | 0        |
| Envigado F. C.      | Colombia            | 2004 - 2006         | 28       |
| Deportes Tolima     | Colombia            | 2007 - 2016         | 120      |
| Total en su Carrera | Total en su Carrera | Total en su Carrera | 150      |

## Palmarés

### Campeonatos nacionales
| Título        | Club            | País     | Año  |
| ------------- | --------------- | -------- | ---- |
| Copa Colombia | Deportes Tolima | Colombia | 2014 |